# Moog
Pour les articles homonymes, voir Moog (homonymie).

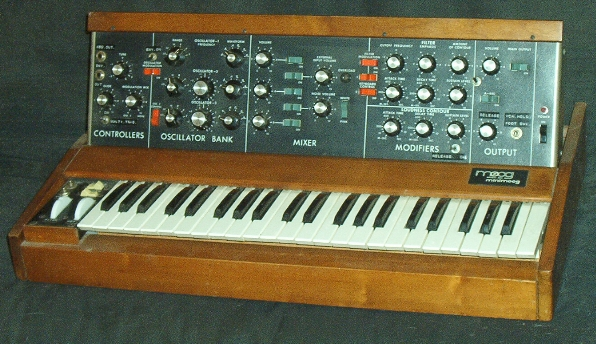
Le Minimoog, synthétiseur fabriqué par la société Moog.

Moog Music Inc. (prononcé en anglais : [moʊɡ]) est une société américaine spécialisée dans la fabrication d'effets et d'instruments de musique électroniques. Basée à Asheville en Caroline du Nord, la compagnie actuelle est la seconde qui porte le nom Moog.
Robert Moog quitte la société qu'il avait à l'origine fondée sous le nom de R.A. Moog, après avoir cédé ses parts dans l'entreprise. Dans la foulée il crée en 1978 une nouvelle société, Big Briar, tout d'abord pour fabriquer des thérémines, puis ultérieurement des pédales d'effets appelées Moogerfoogers (en). Il poursuit également une carrière de conseiller et d'enseignant.
Au milieu des années 1980, la société Moog, avec laquelle son fondateur n'a plus aucun lien, cesse toute activité. Bien plus tard, au moment de la mise au point par ses soins d'une version moderne du Minimoog, Robert Moog se met en quête de racheter les droits sur l'exploitation de la marque à son propre nom. C'est chose faite en 2002, Big Briar (en) devient « Moog Music ». Cette renaissance coïncide avec la sortie du Minimoog Voyager.

## Historique

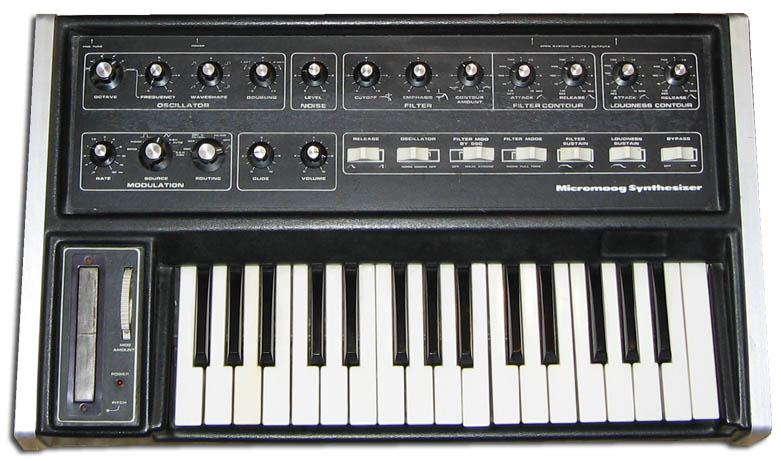
Un Micromoog.

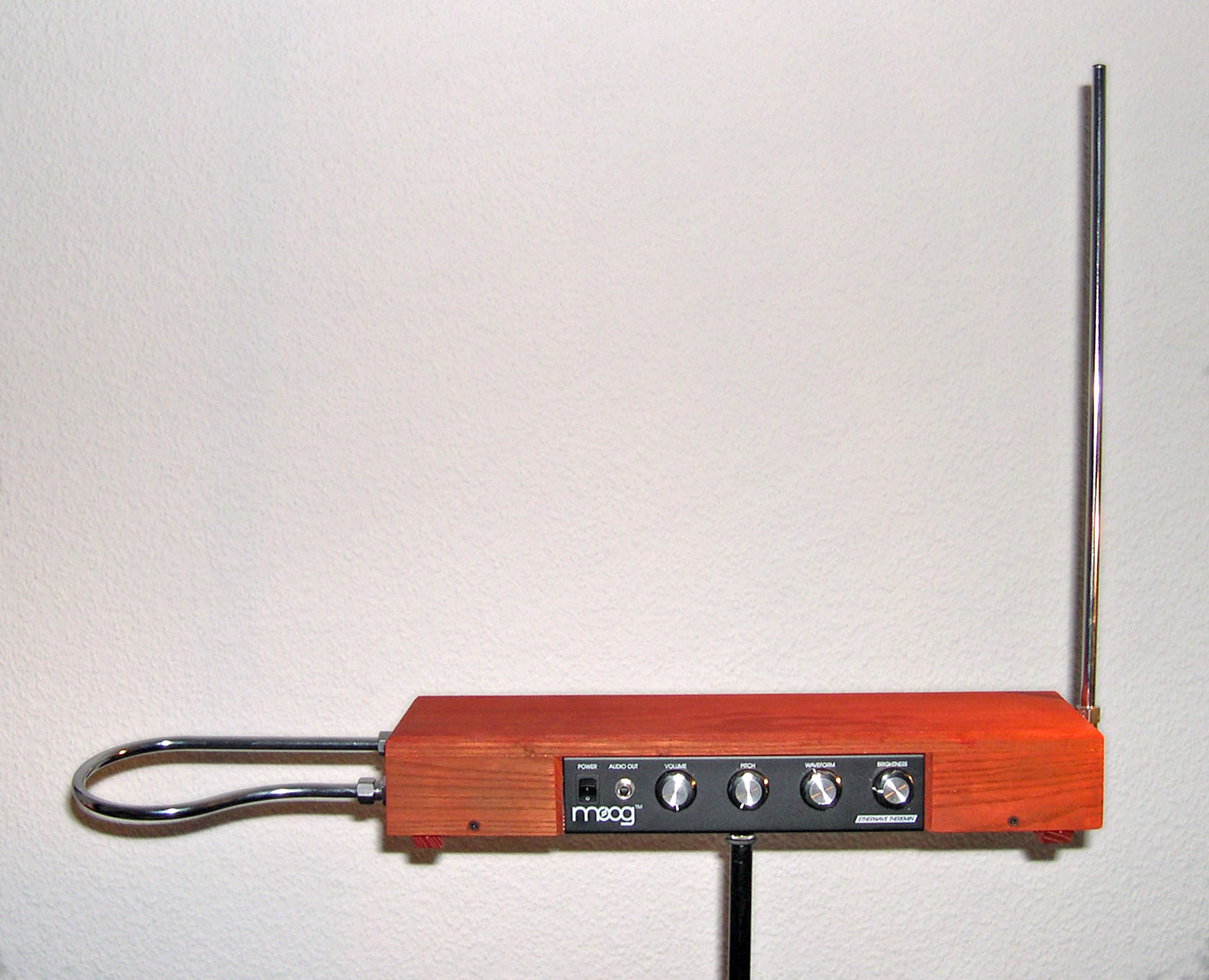
Un thérémine Etherwave.

La société R.A. Moog a été créée par Robert Moog en 1953 à Trumansburg, près de New York, fabriquant des thérémines en kit puis des modules de synthétiseurs à partir de 1964 avec l'aide de musiciens comme Herbert Deutsch ou Wendy Carlos.
Endetté auprès de ses fournisseurs pour environ 250 000 dollars, Moog revend sa société à Bill Waytena, un repreneur professionnel. Après fusion avec Musonics (la société de Waytena), la compagnie déménage en 1971 à Williamsville, près de Buffalo (New York) et le Minimoog présenté au NAMM de 1970 commence à être produit en série. Devenue Moog Music en 1972, la société commercialise plusieurs instruments prestigieux (voir la liste) et abandonne la fabrication de synthétiseurs modulaires.
En 1973, un petit synthétiseur monophonique à préréglages, le Satellite, connaît un grand succès commercial : plus de 5 000 exemplaires vendus. Les droits de production sont cédés à un fabricant d'orgue, Thomas, qui intégrera le Satellite à ses propres instruments, augmentant ainsi le chiffre d'affaires généré. Waytena revend alors Moog Music, Inc. à Norlin/CMI, un gros distributeur américain, en 1973.
Moog fait face à partir de 1975 à des difficultés croissantes. Le Polymoog, premier synthétiseur polyphonique de la marque, est de conception couteuse car sa mise au point a pris du temps, l'instrument connaissant des problèmes de fiabilité difficiles à corriger, ce qui ne l'empêche pas de rencontrer un certain succès, jusqu'à l'arrêt de sa production en 1981. La concurrence directe d'Alan R. Pearlman se fait de plus en plus rude et les difficultés financières s'accumulent. Robert Moog vend ses parts et quitte la société en 1977. Dave Luce, le concepteur du Polymoog, prend sa succession. Nouveau déménagement à Cheektowaga, toujours près de Buffalo. D'excellents synthétiseurs comme le Source et le Memorymoog, dernier fleuron de la marque, sortent au début des années 1980, mais les managers décident de se tourner vers les télécommunications et arrêtent la production des synthétiseurs au milieu des années 1980 lorsque le marché est dominé par les Japonais et que la technologie numérique s'impose. La société est rebaptisée Moog Electronics. Les banques cessent tout soutien financier en 1986, puis c'est la liquidation en 1993.
Le nom « Moog » sera réutilisé par plusieurs petites sociétés spécialisées britanniques (dont celle de Don Martin) ou américaines dans les années 1990, mais Robert Moog récupère ses droits exclusifs en 2002.
Les musiciens utilisateurs de Moog les plus réputés sont W. Carlos avec l'album Switched-On Bach de 1968 (gros succès de l'année), le Japonais Isao Tomita avec son album Snowflakes Are Dancing ainsi que le Français Jean-Jacques Perrey, collaborateur de Gershon Kingsley. Ce dernier produit en 1969, avec le Moog modulaire IIIC, Music to Moog By, un album sur lequel figure notamment le titre Popcorn. Ce morceau connaîtra en 1972 un vif succès grâce à la version du groupe Hot Butter, orchestrée au Moog par Stan Free, ancien collaborateur de Kingsley. Carlos arrange et interprète sur le synthétiseur Moog modulaire certaines mesures de la 9e symphonie de Beethoven et du Guillaume Tell de Rossini pour la bande originale du film de Stanley Kubrick Orange mécanique (1971). Les synthétiseurs Moog sont adoptés par les Beatles, Kraftwerk, Jean-Michel Jarre, Giorgio Moroder, Yes, Rick Wakeman, Keith Emerson et son groupe Emerson, Lake and Palmer, le groupe rock progressif allemand Triumvirat, Tangerine Dream, Klaus Schulze, le Minimoog devenant vite l'instrument indispensable de la majorité de formations musicales de cette époque.
Dans les années 1980, les synthétiseurs numériques changent la donne et séduisent par leurs possibilités et les sons nouveaux qu'ils génèrent. Les musiciens se détournent alors provisoirement des « vieux » synthétiseurs analogiques avant de petit à petit s'y intéresser à nouveau dans les années 1990.
La marque Moog renaît en 2002, et peut profiter pleinement du retour en grâce des synthétiseurs analogiques avec la commercialisation du Voyager, version moderne (MIDI, mémoires, etc.) du Minimoog élaborée par Robert Moog lui-même.
Robert A. Moog décède d'une tumeur cérébrale en août 2005. La société Moog lui survit et continue de nos jours de concevoir et commercialiser des instruments suivant la philosophie des anciens qui ont fait la réputation de la marque.

## Instruments

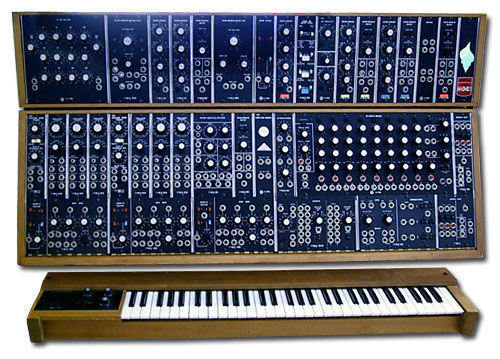
Moog Modular 55

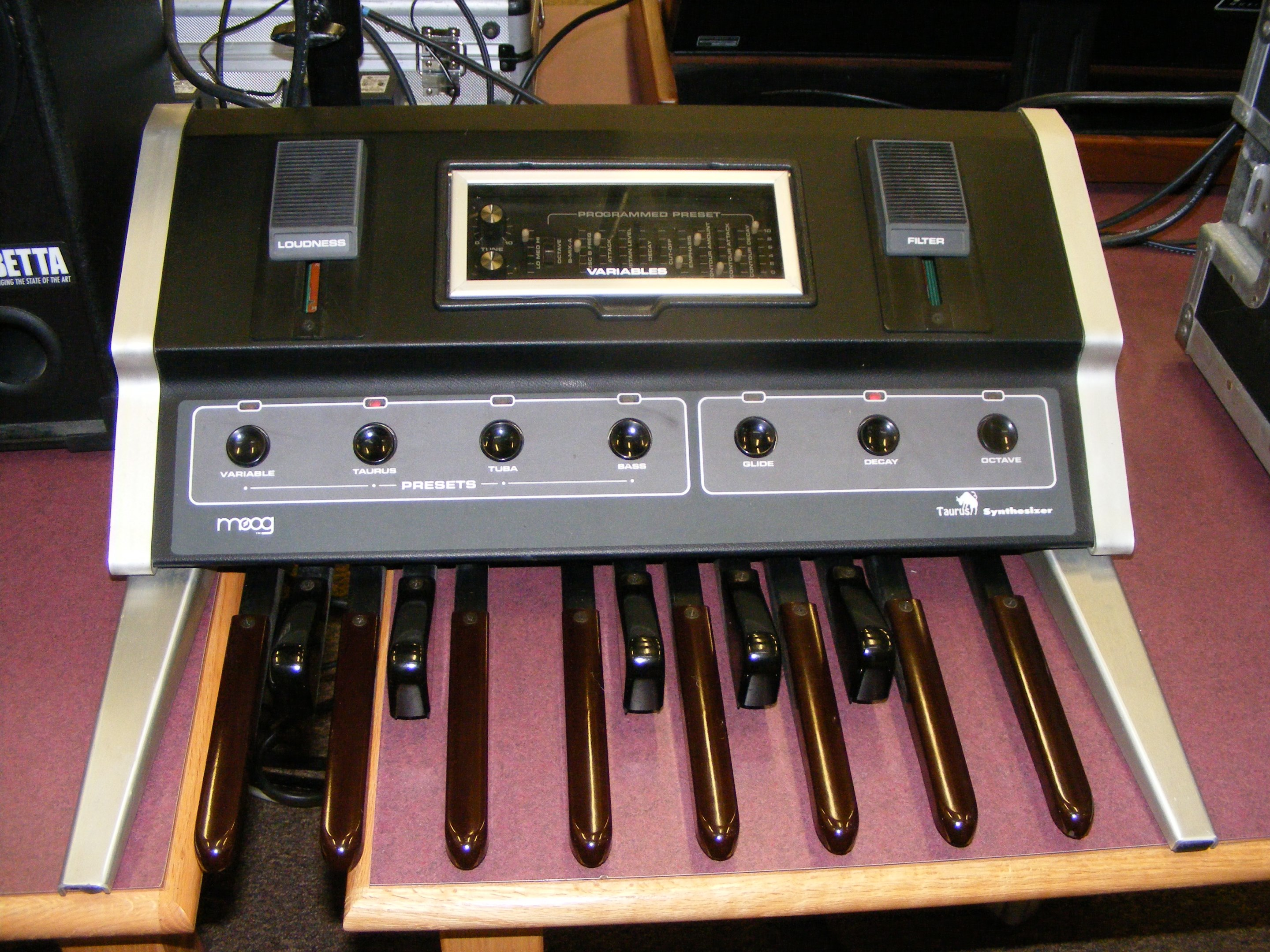
Pédale Taurus

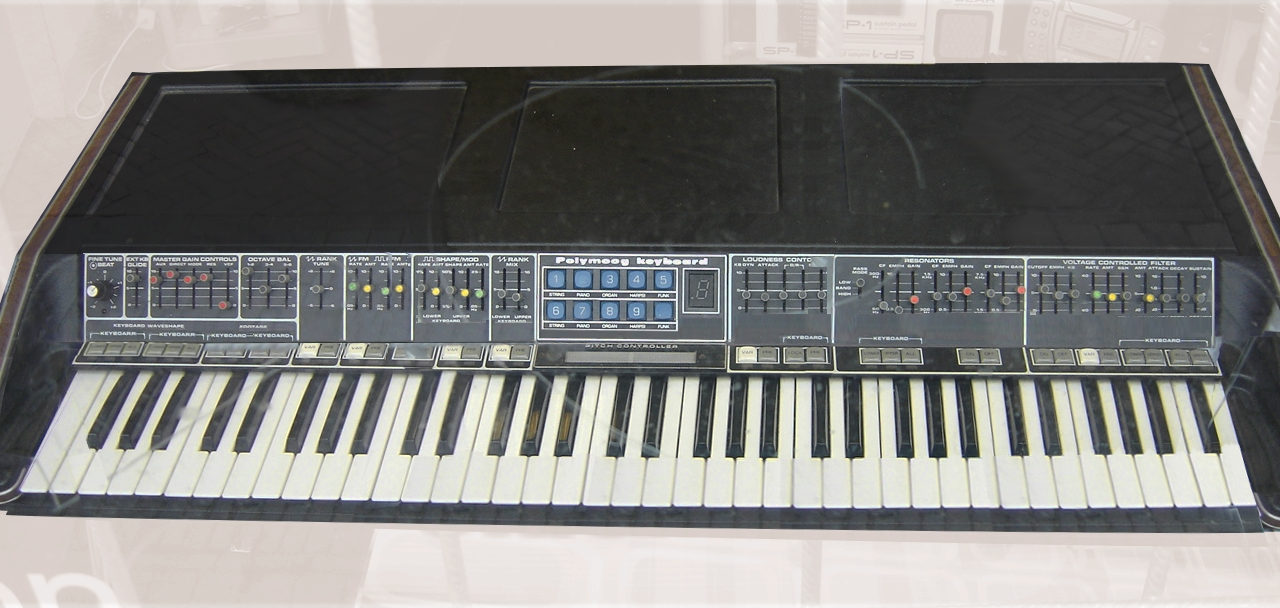
Polymoog

- Modular System Ic, IIc, IIIc, Ip, IIp, IIIp (1968)
- Modular System 10 (1968)
- Modular System 15, 35, 55 (1968)
- Minimoog (1970)
- Satellite (1973)
- Sonic 6 (1974)
- Micromoog (1975)
- Taurus (1975)
- Polymoog (1975)
- Multimoog (1978)
- Liberation (1979)
- Prodigy (1979)
- Rogue (1980)
- Opus 3 (1980)
- Taurus II (1981)
- The Source (1981)
- Memorymoog (1982)
- Minimoog Voyager (2005)
- Little Phatty (2006)
- Slim Phatty (2010)
- Minimoog Voyager XL (2011)
- Minitaur (2012)
- Sub-Phatty (2013)
- Sub 37 (2014)
- Subsequent 37 (2017)
- Theremini (2014)
- Werkstatt-01 (2014)
- Mother32 (2015)
- DFAM (Drummer From Another Mother) (2018)
- Grandmother (2018)
- One (2019)
- Sirin (2019)
- Spectravox - kits en édition limitée distribués lors du Moogfest 2019 (2019)
- Matriarch (2019)
- Mavis (en kit) (2022)

- Muse (2024)